# Louwibach (Saane)
Der Louwibach ist ein etwa 18 Kilometer langer Bach im Kanton Bern, der in Gstaad in die Saane von rechts mündet.

## Geographie

### Verlauf
Der Bach beginnt als Tungelbach im Kessel zwischen Niesehore und Hahneschritthore aus mehreren Quellen, untere anderem auch verschiedenen Bergseen. Das Gebiet ist umgeben von Bergen mit Höhen um 3000 m ü. M., neben dem Niesehore und Hahneschritthore auch dem Chilchli und dem Pfaffehore. Der Bach fliesst Richtung Nordwest zunächst steil hinunter nach Burgbüel, wobei sich die verschiedenen Quellbäche vereinen. Nach etwa 1,5 km erreicht er bei Burgbüel auf 1820 m ü. M. eine kurze Zwischenebene am Fusse des Follhore, die er etwa 1 km weit durchfliesst. Gegen Ende der Ebene fliesst ihm bei Chüetungel von rechts ein weiterer Bach zu. Kurz darauf erreicht der Bach die Baumgrenze. Er fliesst nun relativ steil weitere 400 Höhenmeter ins Tal durch den Tungelschutz. Nach etwas mehr als 1 km erreicht er Legerlibrügg, wo ihm von links der Geltenbach zufliesst. Ab hier fliesst der Bach unter dem Namen Louwibach oder Louibach durch die Rossfalleschlucht. Innert relativ kurzer Distanz fliesst ihm von rechts das Schrägsbächli zu und kurz darauf der Falebach sowie von links der Seebach aus dem Lauenensee. Nach etwa 1 km fliesst ihm von rechts ein weiterer Bach zu. Hier auf 1250 m ü. M. weitet sich das Tal wieder auf und flacht deutlich ab. Der Bach fliesst vorbei an Heitibüel, wo ihm von links der Weerebach zufliesst und kurz darauf von rechts der Sulzgraben. Der Bach erreicht nun nach einem weiteren Kilometer auf 1240 m ü. M. sumpfiges Gebiet, wobei ihm mehrere Bäche beidseitig zufliesst, unter anderem der Blattibach. Nach einem weiteren knappen Kilometer erreicht der Bach nun besiedeltes Gebiet und fliesst vorbei zwischen Fang und Trüttli. Hier fliesst ihm von rechts das Schwarzbächli zu und etwa 0,7 km darauf von rechts auf 1200 m ü. M. der Mülibach aus Lauenen, sowie der Sattelgraben von links. Ab hier fliesst der Bach nun in nördlicher Richtung weiter durch das Lauenental durch leicht besiedeltes Gebiet, wobei ihm weitere kleine Bäche beidseitig zufliessen. Nach etwas mehr als 2 km erreicht der Bach Bieriboden und Fangmatte auf 1160 m ü. M. Weitere 1,5 km darauf endet das Lauenental und der Bach erreicht Gstaad, wobei er zunächst wenig dicht besiedeltes Gebiet durchfliesst. Nach etwa 2 km fliesst ihm auf 1063 m ü. M. in Ober-Gstaad von rechts der Turpachbach zu. Den letzten Kilometer durchfliesst der Louwibach das Zentrum von Gstaad, bis er schliesslich am Ende von Gstaad von rechts in die Saane mündet.

### Einzugsgebiet
Das Einzugsgebiet des Louwibachs hat eine Grösse von etwa 92 km². Der höchste Punkt im Einzugsgebiet ist auf 3240 m ü. M. am Wildhorn.